# Ahmed Barzaniopstand
De Ahmed Barzaniopstand was een opstand van de Koerden in Irak. Deze opstand begon in 1931 en eindigde in 1932. De opstand werd geleid door Ahmed Barzani, een prominente Koerdische leider. Ahmed Barzani verendigde verschillende Koerdische clans om tegen het koninkrijk Irak te strijden.
Het recentelijk onafhankelijk verklaarde Koninkrijk Irak probeerde samen met de Britten de Barzani uit te schakelen, de Barzani hadden al een geschiedenis van betrokkenheid bij aanslagen.
Na de opstand werd Ahmed Barzani geforceerd om naar Turkije te vluchten, waarna hij later in ballingschap ging in het zuiden van Irak. Dit vergrootte echter alleen maar de invloed van Barzani.